# Guerlédan
Guerlédan is een gemeente in het Franse departement Côtes-d'Armor, in de regio Bretagne, die op 1 januari 2017 werd gevormd door de fusie van Saint-Guen en Mûr-de-Bretagne. De gemeente maakt deel uit van het arrondissement Guingamp. Guerlédan telde op 1 januari 2022 2.528 inwoners.
De naam is afgeleid van het Meer van Guerlédan, een stuwmeer op de rivier de Blavet, aan de westrand van de gemeente.

## Geografie
De oppervlakte van Guerlédan bedroeg op 1 januari 2022 47,75 vierkante kilometer; de bevolkingsdichtheid was toen 52,9 inwoners per km².
De onderstaande kaart toont de ligging van Guerlédan met de belangrijkste infrastructuur en aangrenzende gemeenten.

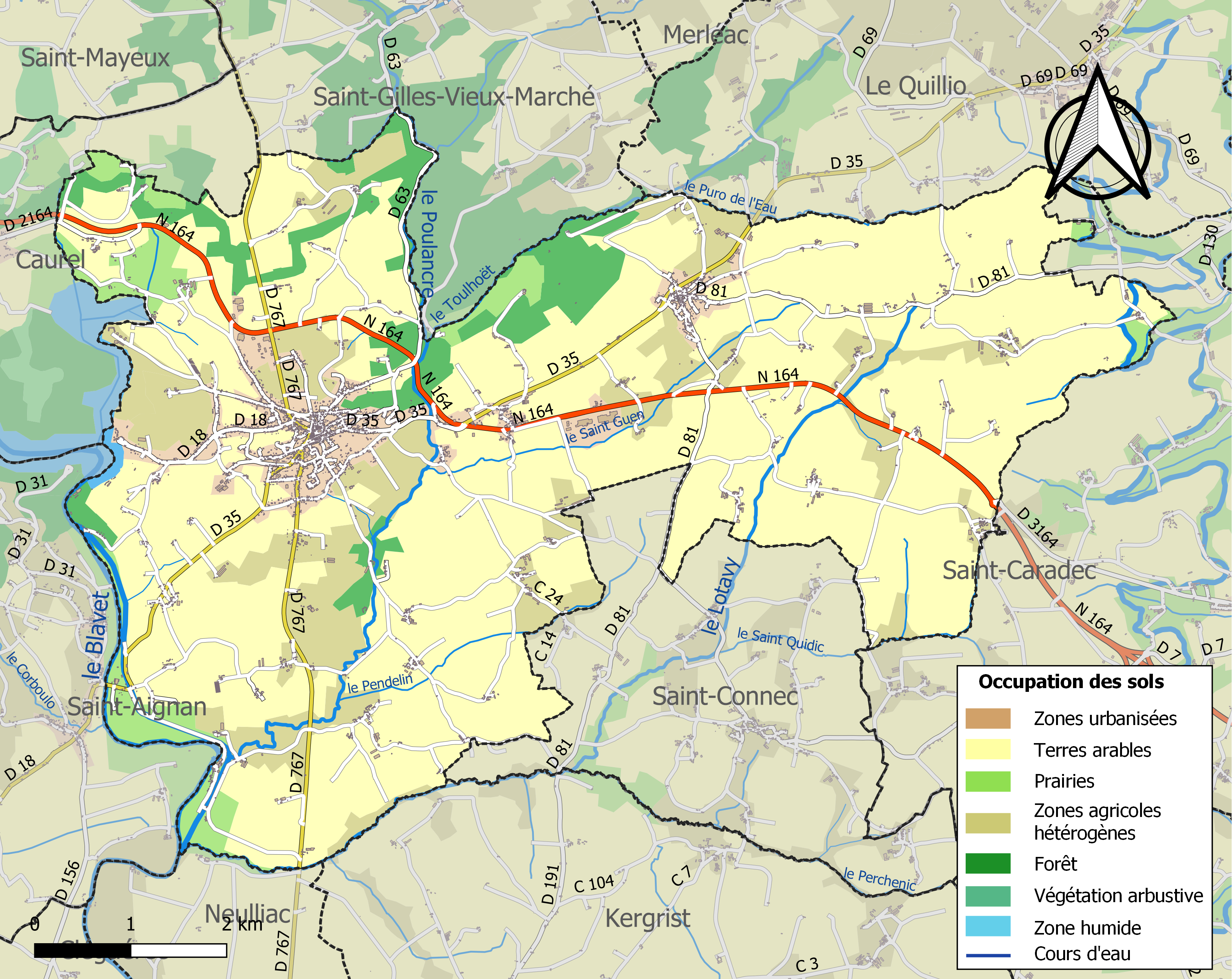